# أتلتيكو مدريد موسم 2013–14
كان موسم 2013–14 هو الموسم الثالث والثمانين في تاريخ أتلتيكو مدريد والموسم السابع والسبعين للنادي في الدوري الإسباني، أعلى دوري في كرة القدم الإسبانية. توج فريق لوس كولتشونيروس بلقب الدوري للمرة العاشرة، بعد تعادله مع برشلونة في المباراة الأخيرة بالدوري.
لعب الروخيبلانكوس ضد ريال مدريد في ملعب دا لوز، لشبونة، في نهائي دوري أبطال أوروبا 2014 في 24 مايو 2014، لكنه خسر 4-1 بعد الوقت الإضافي.